# Grupo Sousa
O Grupo Sousa é um grupo empresarial privado português com sede no Funchal, Madeira. É um operador marítimo-portuário, de logística, energia e turismo e é considerado o maior armador nacional.
O Grupo Sousa engloba as empresas de navegação de carga GS Lines, a empresa de navegação ferry Porto Santo Line onde opera com o navio Lobo Marinho. Na área da operação portuária é responsável pela Sociedade Operações Portuárias da Madeira - OPM e pelo Terminal de Santa Apolónia - TSL. Na área de agentes de navegação detém a Pmar Navegação, Pmar Cabo Verde, Pmar Guiné-Bissau. A empresa opera ainda os centros de operação logístico Logislink e centros de operação logística da Logic e terminais logísticos na Madeira, Açores, Alverca, Leixões e no Porto Santo. Na energia opera com a Gáslink e com a WindMad. Além da área do turismo no Porto Santo com dois hotéis, Torre Praia e Praia Dourada, dois restaurantes, Salinas e Ponta da Calheta, uma pizzaria, Pizza N´Areia, e o bar de praia O Corsário.

## Subsidiárias por área de negócio

### Transportes marítimos
Empresas armadoras
- GS Lines (passou a incorporar PCI-Portline Containers International, SA, Boxlines e ENM )
- Porto Santo Line - Transportes Marítimos, Lda.

Empresa de gestão de navios
- Steermar - Shipmanagement Services, Lda

Agências de navegação
- PMAR Navegação
- PMAR Guiné-Bissau
- PMAR Cabo Vede

### Operações portuárias
- OPM - Sociedade Operações Portuárias da Madeira, Lda.
- ETP - Empresa de Trabalho Portuário, Lda.
- TSA - Terminal de Santa Apolónia, Lda.
- LCT - Lisbon Cruise Terminals, Lda.

### Logística
Terminais de logística
- Logislink Madeira
- Logislink Açores
- Logislink Alverca
- Logislink Matosinhos
- LOGIC, Logística Integrada SA

Transitários
- Logislink - (passou a incorporar as operações dos transitários:

Bitrans - Agência Transitários Madeira, Lda.
Bitranlis — Agentes Transitários, Lda.
Transaje — Trânsitos e Transportes, Lda.
PMAR Logistics, Lda)
- Marmod

Transporte rodoviário
- Opertrans Logística

Manutenção
- Metal-Lobos - Indústria Metalúrgica, Lda.

### Energia
- Gáslink – Gás Natural, SA
- Windmad - Energias Renováveis, Lda.

### Turismo
Agências de viagens
- Porto Santo Line Travel, Lda.
- Agência de Viagens e Navegação Ferraz

Hotéis na ilha do Porto Santo
- Hotel Torre Praia ****
- Hotel Praia Dourada ***

Restaurantes na ilha do Porto Santo
- Restaurante Salinas
- Restaurante Pizza N'Areia
- O Corsário Beach Bar
- Restaurante-Bar Ponta da Calheta